# Machaerota nigrifrons
Machaerota nigrifrons är en insektsart som först beskrevs av Schmidt 1907.  Machaerota nigrifrons ingår i släktet Machaerota och familjen Machaerotidae. Inga underarter finns listade i Catalogue of Life.